# Pupi Poisson
Pupi Poisson (Madrid, 2 d'abril de 1982) és una drag queen espanyola coneguda per haver competit en la primera temporada de la sèrie de telerealitat Drag Race España, on va obtenir el títol de Miss Simpatia. Pupi Poisson és el nom artístic d'Alberto Zimmer, qui va començar com a artista drag el 2006.

## Carrera
Pupi Poisson va començar a actuar com drag el 2006, després d'una temporada en un parc temàtic que el va ajudar a crear el seu personatge. El 2008, Poisson va començar a actuar amb altres drag queens i va començar a aparèixer a la televisió el 2010. Ha competit tant a Got Talent Espanya com a Drag Race España. En una entrevista amb un dels jutges del programa, Javier Calvo, la va qualificar com "molt talentosa" i va assenyalar que havia estat "treballant per un temps".
En 2021, Poisson va formar part de l'espectacle el Gran Hotel de las Reinas. A l'any següent va protagonitzar, al costat de Supremme De Luxe, Sharonne i Estrella Xtravaganza, la sèrie documental Reinas al rescate.

## Vida personal
Zimmer viu a Madrid. És gai, i va assenyalar en una entrevista el juliol de 2021 que ho va ocultar perquè creia que no seria "ben rebut" per la seva mare.

## Discografia

### Àlbums
- Pupi Poisson (2019)[15]

### Senzills
- Sex Dance Love (2013)[16]

- Armas De Mujer (2014)[17]

- Armas De Mujer [Dmoreno Remix] (2014)[18]

- Tienes Tó La Cara (Bso) Umpp (2017)[19]

- Inesperado (2020)[20]

- Prima'S Song (2020)[21]

- Ya Es Navidad 2020 (2020)[22]

### Com a artista convidat
- Kobritzsk, de Conchita Pelayo (2019)[23]

- Inesperado, de Jean Val (2020)[24]

## Filmografia

### Televisió
- ¿Quién quiere casarse con mi madre? (2013)[25]

- Got Talent España (2017)

- Drag Race Espanya (2021) (Quart lloc)

- Reinas al rescate (2022) (Presentadora)[12]